# Фудзи-Хаконе-Идзу
Фу́дзи-Хако́не-И́дзу (яп. 富士箱根伊豆国立公園 Фудзи Хаконэ Идзу кокурицу ко:эн) — национальный парк в Японии. Расположен в центральной части острова Хонсю на территории префектур Токио, Яманаси, Канагава, Сидзуока.
Парк основан 1 февраля 1936 года. Общая площадь — 1227 км².
В его состав входят три района:
- район вокруг горы Фудзи (сама гора Фудзи, Пять озёр Фудзи),
- район Хаконе,
- полуостров Идзу и острова возле него.

Главными достопримечательностями парка являются гора Фудзи, водопады, горные озера, горячие источники, острова вулканического происхождения с тропической растительностью, пляжи и курорты полуострова Идзу, древнейшие буддийские и синтоистские храмы.
Парк и особенно район Хаконе — популярное туристическое место.
В непосредственной близости от парка расположены города Одавара, Фудзи и Нумадзу.